# Пліснесько
49°55′34″ пн. ш. 24°58′37″ сх. д. / 49.926° пн. ш. 24.977° сх. д.
Пліснесько (пол. Pleśnisko, англ. Plisnensk, давньоруська Плѣсньск, Плѣснеск) — давньослов'янське та давньоруське городище біля с. Підгірці Золочівського району Львівської області.
Через літописне місто Пліснеськ лежав один із двох варязьких шляхів в Україну.
Планові і постійні археологічні дослідження Пліснеська розпочались ще в далекому 1810 році. До складу історико-культурного заповідника нині входять: Давньослов’янський культовий центр кін. VII-X ст., Слов’янське городище ІХ–Х ст., Давньоруське городище ХІІ–ХІІІ ст. (літописний Пліснеськ), Курганний могильник ХІ – початку ХІІ ст., Підгорецький (“Здавна іменований Пліснеський”) монастир.
Текст у статті.
До 982 року не перебувало під впливом Києва, збудоване за іншою схемою, ніж східнослов'янські міста Подніпров'я та Приладожжя. Представляє зовсім інший тип городищ, які розвивалися до останньої чверті Х ст. у цьому регіоні, пов'язаному з моравськими впливами.
Збереглися вали й курганний могильник одного з найбільших на теренах України давньослов'янського та давньоруського поселення.
За версією львівського історика Ігоря Мицька Пліснесько — ймовірне місце правління князя Олега та місце народження київської княгині Ольги.
Археологічний матеріал показує, що в окремих регіонах Русі, зокрема в землях, заселених хорватськими та волинськими племенами, де розташовувалися велетенські городища, зокрема Пліснесько, набагато більше за тодішній Київ, перед кінцем Х ст. існувало розвинене диференційоване суспільство, здатне до утворення й утвердження державних механізмів.

## Перші згадки
Про Пліснесько на сторінках літописів збереглись лише три згадки. Вперше в літописі під 1188 роком описано невдалий похід на Пліснесько військ волинського князя Романа Мстиславовича і його тестя Рюрика Ростиславича, відбитий галичанами і угорським військом. Вдруге у літописі описано похід у квітні 1232 (6740) князів Данила Романовича і Олександра Белзького на Пліснесько для упокорення бояр Арбузовичів; тоді із захопленого міста вони привезли велику здобич до Володимира на Волині. Втретє Пліснесько згадано у «Слові о полку Ігоревім», де у сні князя Святослава напередодні походу проти половців вказуються  урочища навколо Києва.[джерело?]
Найвідомішою археологічною знахідкою з Пліснеська є кістяне вічко скриньки ХІІ ст. із зображенням воїна на башті, знайдене 1940 року археологом Ярославом Пастернаком.

## Легенди
За легендою, при обороні міста від половців 1180 року загинула княжна Олена, донька князя Всеволода Мстиславича з Белза, сестра князя Олександра Белзького. Ймовірне місце її загибелі в дитинці городища донині має назву «Оленин парк». Княжна нібито заклала у Пліснеську перший монастир з церквою Преображення Господнього. У сучасній церкві Підгорецького монастиря, що лежить біля городища, збереглася мармурова плита 1706 року з латинським написом «Gelsissima Principissa Helena * M * Ducis Wsewoldi filia * anno 1180 * hoc monasterium primo fundavit…» («Вдячна княжна Олена, дочка князя Всеволода, 1180 року цей монастир вперше заснувала»).
Директор Львівської галереї мистецтв Борис Возницький у 2001 році започаткував наукову конференцію «Ольжині читання», яка щорічно відбувається в Підгорецькому монастирі (поруч із Пліснеським городищем). На конференції обговорюють, зокрема, питання походження з Пліснеська рівноапостольної княгині Ольги, дружини князя Ігоря. У цьому контексті поставало питання про спорудження їй пам'ятника на терені Пліснеська чи Підгірців.

## Історія

Схема оборонних ліній Пліснеська. Автори макету І. та Л. Качори (за матеріалами М. Филипчука).

Історію Пліснеська поділяють на слов'янський (хорватський) і давньоруський (давньоукраїнський) періоди. Давньослов'янське поселення зародилось у VII–VIII ст., займаючи спочатку площу 10–12 гектарів. До Х ст. слов'янсько-хорватське Пліснесько досягло найбільшого розвитку, займаючи площу до 300 гектарів і маючи устрій міста-держави. Його обвели декількома рядами дерев'яно-земляних укріплень, що мали вигляд дерев'яної стіни-забороли з прибудовами із внутрішньої сторони, земляними відкосами, ровом. Ймовірно, у Х ст. поселення було  значним торговим центром на шляху вікінгів з Дніпра, Скандинавії до Великої Моравії. Забудова складалась із груп 3–5 невеликих напівземлянок із печами-кам'янками, віддалених між собою на 30–40 м. Основним заняттям населення були землеробство, скотарство; із ремесел почало розвиватись гончарство і обробіток заліза. Можливо, тут був значний культовий центр, по якому залишились численні могильники.
Археологічний матеріал показує, що в окремих регіонах Русі, зокрема в землях, заселених хорватськими та волинськими племенами, де розташовувалися велетенські городища як Пліснесько, Стільсько чи Солонсько, які в десятки разів були більшими від тодішнього Києва чи Ладоги та цілі комплекси з високим рівнем спеціалізованого виробництва як Рудники, перед кінцем Х ст. існувало розвинене диференційоване суспільство, здатне до утворення й утвердження державних механізмів.
Давньослов'янське хорватське городище повністю знищив київський князь Володимир Святославич під час війни 992–993 років з білими хорватами, що засвідчують віднайдені згарища будівель. Можливо, з Пліснеська князь проводив подальшу експансію на Перемишль на заході та на Теребовлю та Галич на півдні. На початку Х ст. Пліснесько відродилось на мисі як давньоруське місто, займаючи меншу площу. На давніх валах проклали нові лінії оборони, хоча місто отримало традиційну структуру з дитинця, посаду, окольного городу. Захистом міста з півдня були стрімкі схили гори, зі сходу і заходу — яри потічків, поміж якими для захисту з напольної північної сторони простягалось 9 ліній оборони з валів висотою 3–5 м при ширині 7–10 м, ровів. Якщо перші п'ять ліній оборони мали дерев'яні стіни-заборола, то у решти по валу йшов лише частокіл. Зовні лінії оборони дитинця над схилом окремо стояло декілька веж на кам'яній основі, а під схилом дитинець охоплював вал. У кожній лінії оборони збереглись 2–3 прокопи давніх брам. Загальна довжини валів Пліснеська становить близько 7 км. Давньослов'янські лінії оборони з валу з ровом на схилах прилеглих пагорбів у княжі часи не відновлювали.
З другої третини ХІІ ст. розпочався період нового розквіту міста, коли у ньому появились великі наземні будівлі з глинобитними печами, долівками, покритими керамічними полив'яними плитками, почала формуватись вулична рядова забудова дитинця, посаду. У місті розвивались ремесла: ковальство, гончарство, обробка дерева, каменю, кості. Припускають, що Пліснесько було одним з найдавніших християнських центрів Галичини. Із поширенням християнства південний укріплений наріжник дитинця (урочище «Оленин парк»), мабуть, займав монастир. У 2007 році в урочищі відкрили, як припускають, залишки мурованої церкви.
За своєю площею Пліснесько був співрозмірним з найбільшими княжими центрами Київської Русі, зокрема Києвом.
Пліснесько у 1241 році знищили орди Батия. Згарища міста були заселеними до кінця ХІІІ ст., коли люди розійшлись до нових, краще захищених від нападів поселень.

## Археологічні дослідження
Перші відомі розкопки у Пліснеську провів настоятель Підгорецького монастиря о. Варлаам Компаневич у 1810 році (самостійно) та в 1816 році (за сприяння генерал-губернатора Галичини Г.І Гауера). Власники Підгорецького замку розкопували Пліснесько в 1833 році, у 1870-х тут працювали археологи-аматори А. Кричинський і Август Бельовський. У 1880-х роках тривалий час розкопки проводив археолог Т. Земенцький, який виготовив перший план городища, розкопав понад 60 курганів, досліджував дитинець, але не залишив наукових описів розкопок, а його знахідки розійшлись по приватних колекціях. Також залишилось обмаль згадок про розкопки професора університету Карла Гадачека з початку ХХ ст.
Перші систематичні археологічні дослідження провів доцент Львівського університету Іван Старчук (1946–1949), а після нього дослідження проводив Михайла Кучера, який вважав, що городище функціонувало винятково у давньоруський період. У 1970–1980-х роках їх продовжив Р. С. Багрій. З 1990 по 2016 рр. дослідженнями Пліснеська від Інституту українознавства імені Івана Крип'якевича НАН України, а пізніше й Інституту археології ЛНУ ім. Івана Франка керував Михайло Филипчук (директор Інституту археології ЛНУ ім. Івана Франка). У 2015–2016 рр. на Пліснеську працювала також експедиція Історико-культурного заповідника «Давній Пліснеськ» під керівництвом заступника директора з наукової роботи А. М. Филипчука.
Уже знайдено до 90 житлових і господарських будівель, 6 культових споруд, досліджено 60 курганів, 150 поховань.
Біля Пліснеська 1986 року знайшли Йосипівський скарб з кількох тисяч дирхемів, що походили з 708–812 років.
Найвідомішою археологічною знахідкою з Пліснеська є кістяне вічко скриньки ХІІ ст. із зображенням воїна на башті, знайдене 1940 року археологом Ярославом Пастернаком.

## Могильники

Курганний могильник в урочищі «Поруби». Гравюра XIX ст. В. Січинського.

На терені Пліснеська є три великі могильники й окремі поховання. За давньослов'янської доби поміж 4-ю та 5-ю лініями оборони містилися кремаційні могильники.
На північ від городища лежить курганний некрополь з сотнями могильників, де з ХІІ ст. з'явились поховання християн. У них віднайдено бронзові прикраси, каблучки, скляний браслет. При розкопках 1882 року в могильнику було знайдено меч варяга із перехрестям, інкрустованим мідним, срібним і золотим дротом.
П'ять могил на дитинці і дві на посаді були вкриті кам'яними плитами, де у похованнях знайшли залишки парчевих стрічок, бронзових пряжок і ґудзиків з вушками.